# Pat Thomas

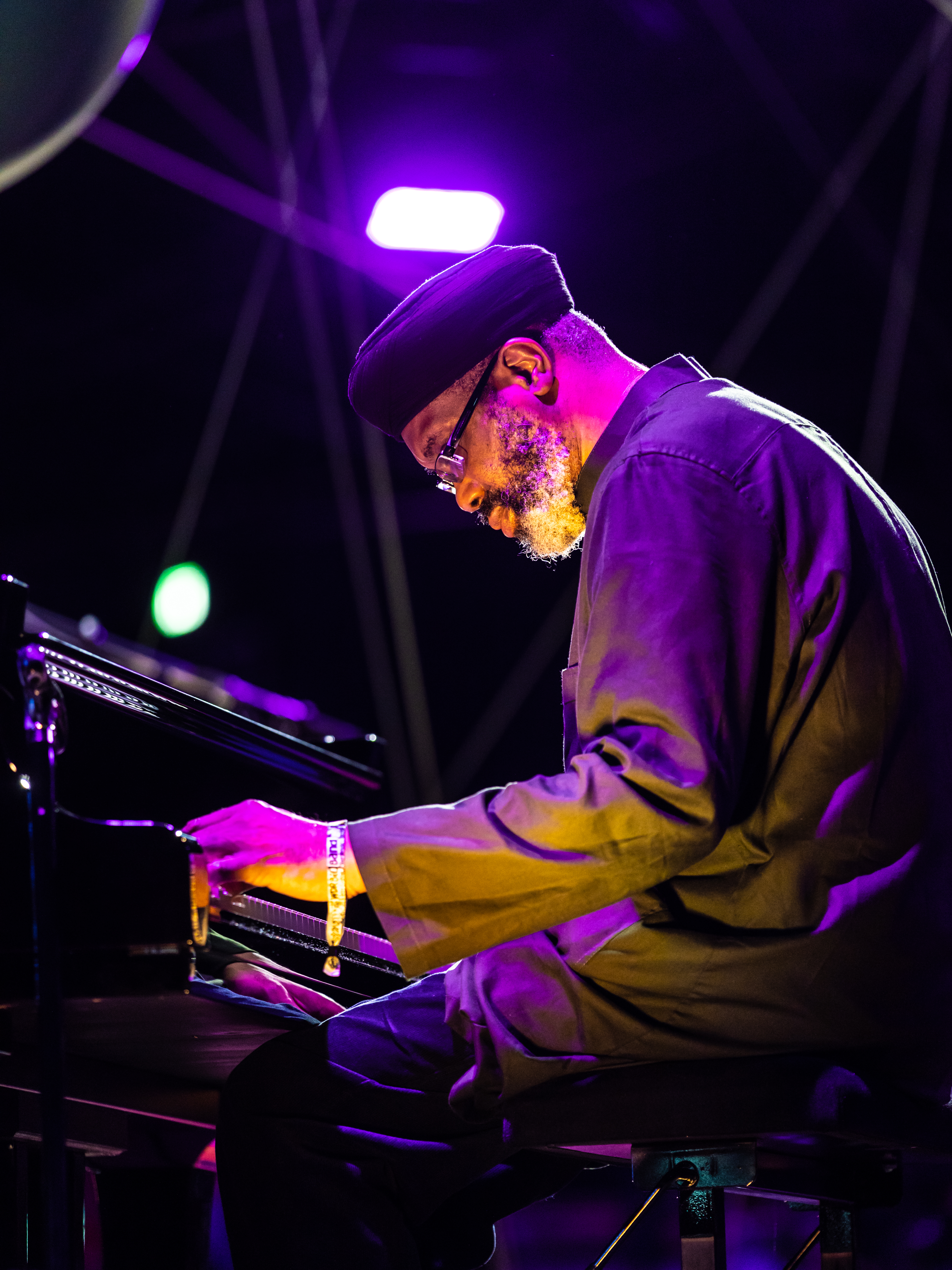
Pat Thomas beim Moers Festival 2022

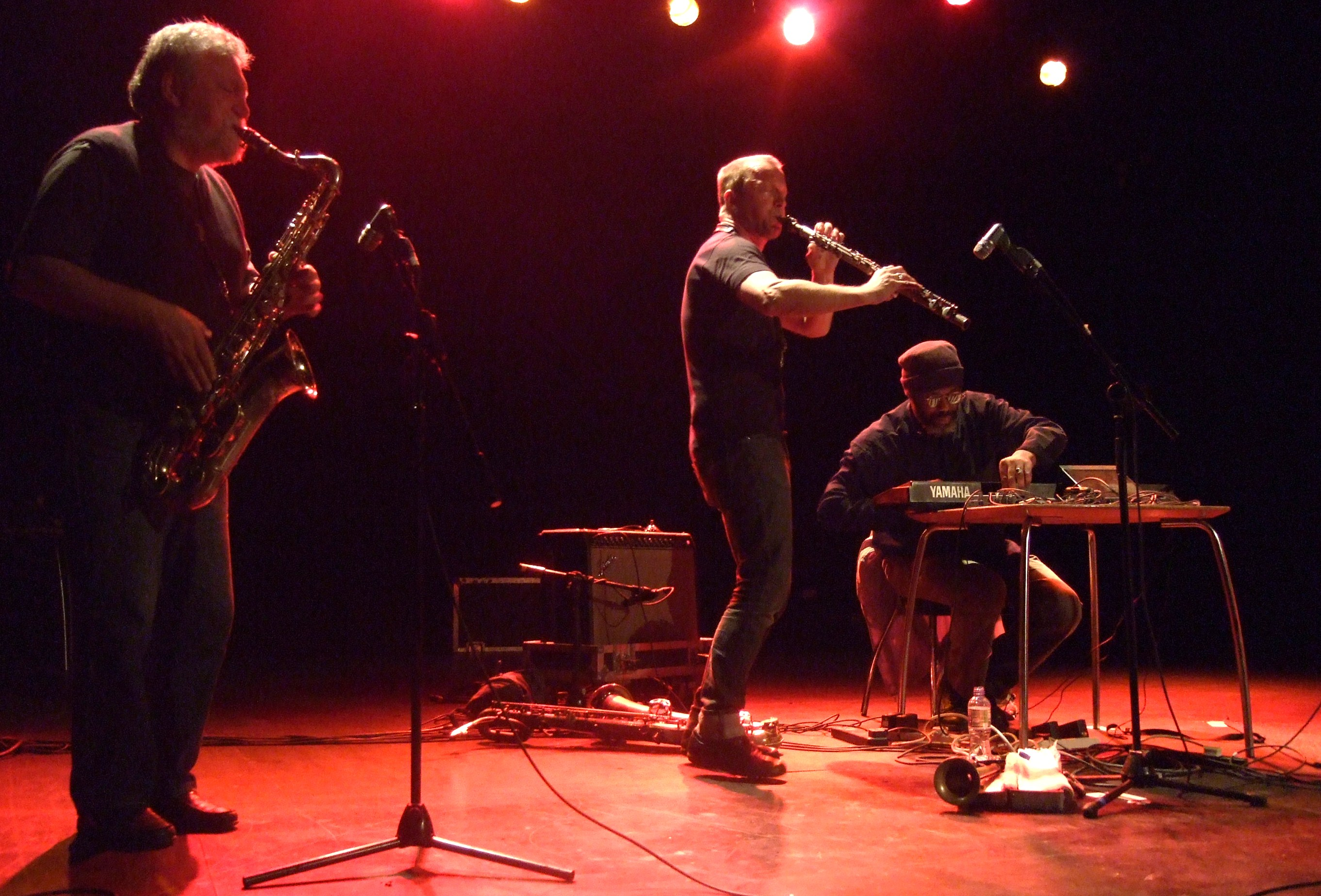
Pat Thomas (rechts) bei einem Auftritt mit Mats Gustafsson und Evan Parker 2008 in The West End, London. Foto: Andy Newcombe

Pat Thomas (* 27. Juli 1960) ist ein britischer Jazz- und Improvisationsmusiker (Piano, Keyboard, Electronics) und Komponist.

## Leben und Wirken
Thomas begann mit acht Jahren Klavier zu spielen, zunächst klassische Musik und Reggae, bevor er unter dem Eindruck eines Oscar-Peterson-Konzerts mit 13 Jahren zum Jazz wechselte. 1979 hatte er erste Auftritte, ab 1986 in der Formation Ghosts mit Pete McPhail und Matt Lewis. 1988 erhielt er vom Arts Council Jazz Bursary einen Kompositionsauftrag für elektroakustische Musik, den er auf dem Crawley Outside-In Festival of New Music 1989 mit seinem Tentett uraufführte, dem u. a. Phil Minton, Phil Durrant, Marcio Mattos und Jon Corbett angehörten.
Anfang der 1990er Jahre arbeitete Thomas mit Derek Bailey, mit dem er auf dem ersten internationalen Symposium für Freie Improvisation in Bremen auftrat, und im Orkestra Kith’N Kin von Thomas Borgmann. Ferner spielte er im Quartett von Tony Oxley (Aufnahmen für Incus wie A Birthday Tribute: 75 Years); in Oxleys Formation Angular Apron trat er mit Larry Stabbins, Manfred Schoof und Sirone auf dem Ruhr Jazz Meeting auf. Außerdem arbeitete er mit in verschiedenen Formationen mit Lol Coxhill, mit Mike Coopers Continental Drift, im Duo mit Mark Sanders und im Trio mit Steve Beresford und Francine Luce sowie mit Charlotte Hug, Thurston Moore und Eugene Chadbourne. 1992 gründete Thomas das Quartett Scatter, dem neben ihm Phil Minton, Roger Turner und Dave Tucker angehörten. Thomas bildet außerdem mit Joe Gallivan und Gary Smith das Trio Powerfield. Zu hören ist er auch auf John Butchers Fluid Fixations (2024).

## Diskographische Hinweise
- New Jazz Jungle: Remembering (Harmonia Mundi, 1997)
- Pat Thomas – Nur/Solo Piano 1999 (Emanem, 2001)
- Pat Thomas, Phil Minton, Dave Tucker, Roger Turner – Scatter (FMR Records, 2007)
- Plays the Music of Derek Bailey & Thelonious Monk (FMR Records, 2008)
- Charles Hayward, John Coxon, Pat Thomas, Alexis Taylor: About (Treader 2009)
- 4 Compositions for Orchestra (FMR Records, 2010) mit Steve Williamson, Orphy Robinson, Philipp Wachsmann
- Pat Thomas/Raymond Strid/Clayton Thomas:  Wazifa (Psi, 2010)
- The Elephant Clock of Al Jazari (Otoroku, 2017)
- Lotte Anker · Pat Thomas · Ingebrigt Håker Flaten · Ståle Liavik Solberg: His Flight's at Ten (Iluso, 2018)
- Rachel Musson, Pat Thomas, Mark Sanders: Shifa: Live at Cafe Oto (2019)
- Matana Roberts & Pat Thomas: The Truth (2020)
- اسم [Ism] (Pat Thomas, Joel Grip, Antonin Gerbal): Japanese Flower (2021)
- أحمد [Ahmed]: Nights on Saturn (Communication) (2021)
- Pat Thomas & XT (Seymour Wright, Paul Abbott) with Will Holder: “Akisakila” / Attitudes of Preparation (Mountains, Oceans, Trees) (Edition Gamut, 2022)
- John Butcher, Pat Thomas, Dominic Lash, Steve Noble: Fathom (577 Records, 2023)
- اسم [Ism] (Pat Thomas, Joel Grip, Antonin Gerbal): Maua (2024)
- أحمد [Ahmed]: Wood Blues (2024)
- أحمد [Ahmed]: Giant Beauty (2024)
- Pat Thomas, Dominic Lash & Tony Orrell: BleySchool: Where? (2024)
- The Solar Model of Ibn Al-Shatir (2024) solo
- Fictional Souvenirs: Volatile Object (2024)
- John Butcher in Duos with Angharad Davies, John Edwards, Mark Sanders and Pat Thomas: Lower Marsh (2024)
- John Butcher with Angharad Davies, Mark Sanders & Pat Thomas: Unlockings (2024)
- Han-earl Park, Lara Jones & Pat Thomas: Juno 3: Proxemics (2024)